# Bowsden
Bowsden – wieś w Anglii, w hrabstwie Northumberland. Leży 81 km na północ od miasta Newcastle upon Tyne i 478 km na północ od Londynu. W 2001 miejscowość liczyła 157 mieszkańców.